# Telezecchino
Telezecchino è stata una rivista mensile dedicata a bambini in età scolare pubblicata dall'editore  Campi (all'epoca anche editore di TV Sorrisi e Canzoni) dal 1967 al 1976.

## Storia
Fondata da Giuseppe Campi, esordisce nell'aprile 1967 al prezzo di 100 lire.
All'interno ospita principalmente giochi e fumetti, di produzione sia italiana che straniera.
Tra i collaboratori figurano Sandro e Sergio Costa, Tiberio Colantuoni, Massimo Fecchi e Bruno Prosdocimi, che danno vita a vari personaggi, tra cui Giuseppe, Super Cane, Nonna HZ e Joe Razzo.
Il nome della testata si rifà allo Zecchino d'Oro, al quale vengono dedicati svariati articoli, e alle cui canzoni si ispirano varie serie e mini-storie a fumetti. Cino Tortorella inoltre cura all'interno della rivista una rubrica di lettere, La posta di Mago Zurlì.
La rivista chiude i battenti nel marzo 1976, dopo quasi nove anni di storia.